# أخدرية محولة
الأخدرية المحولة أو حشيشة الحمار، أو رأس الجاموس هو نوع نباتي يتبع جنس الأخدرية من الفصيلة الأخدرية. النبات ثنائي الحول.

## الموئل والانتشار
موئله شرق ووسط أمريكا الشمالية.